# Cordill vermell del destí
El cordill vermell del destí, també anomenat fil vermell de la sort, fil vermell del destí, i altres variants, és una creença d'Àsia oriental que té l'origen en llegendes xineses i japoneses. El mite diu que els déus lliguen un cordill vermell invisible als turmells d'aquells que estan destinats a unir les seves vides.